# Beate Kielland

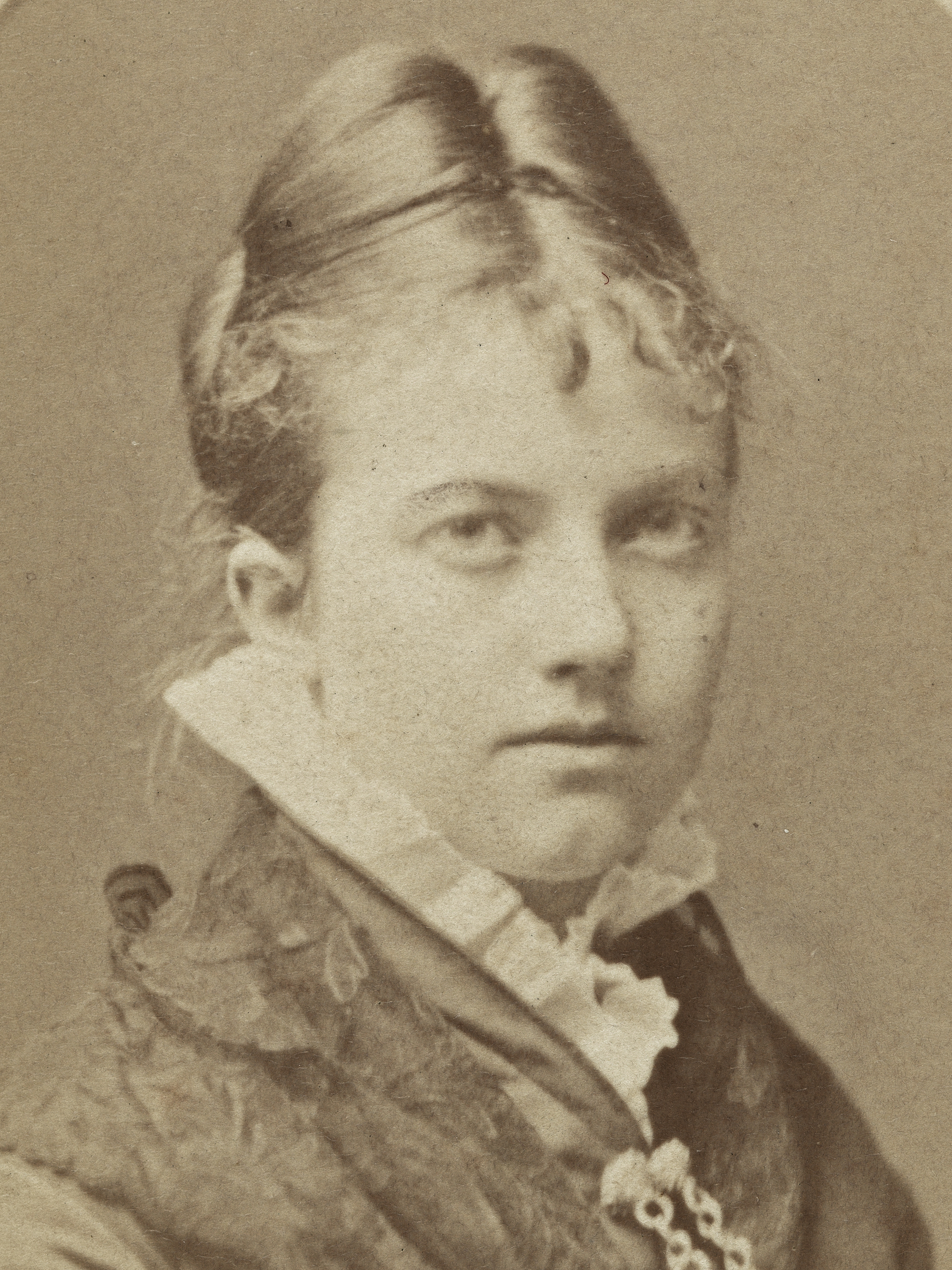
Beate Kielland

Beate Kielland (Noorwegen, Stavanger, 9 maart 1876 - aldaar, 27 februari 1950) was kortstondig zangeres en schrijfster. Ze is in Noorwegen vooral bekend als respectievelijk dochter en vrouw van twee belangrijke schrijvers. 
Beate Baby Kielland werd geboren in het gezin van schrijver Alexander Lange Kielland en Beate Ramsland. Ze is daarmee het nichtje van kunstschilderes Kitty Kielland. Beate Kielland verloofde zich in 1894 met ene Axel Salomonsen uit Denemarken. Ze huwde echter op 11 april 1897 met schrijver Vilhelm Krag  en kregen vier kinderen. Het echtpaar verhuisde vanaf 1900 van Stavanger naar Kristiansand, Oslo en Kapelløya. Hun dochter Kirsten Fredrikke Krag (1898-1962) was de vrouw van schrijver Johannes Thrap-Meyer (1898-1929). Hun zoon Preben Kielland Krag (1912-1980) was architect. Het was een ongelukkig huwelijk en Alexander Lange Kielland was dan ook blij toen in 1920 het echtpaar scheidde. Beate Kielland huwde in 1925 boswachter Thorvald Axel Emil Kiær.
Beate Kielland Kiær schreef een biografie over haar vader op basis van haar herinneringen en de vele brieven van hem (Min far Alexander L. Kielland, belyst ved erindringer og breve).
Uit haar korte loopbaan als zangeres is een optreden bekend op 3 september 1903. Ze zong toen tijdens een concert, waarbij ze werd begeleid door Agathe Backer-Grøndahl, waarbij ook Agathes zoon Fridtjof Backer-Grøndahl optrad. In 1910 verschenen in Aftenposten nog advertenties dat ze zangles gaf.